# Baaora imitata
Baaora imitata är en insektsart som först beskrevs av Irena Dworakowska 1979.  Baaora imitata ingår i släktet Baaora och familjen dvärgstritar. Inga underarter finns listade i Catalogue of Life.